# Come un guanto di velluto forgiato nel ferro
Come un guanto di velluto forgiato nel ferro è una graphic novel di Daniel Clowes, edita in Italia dalla Coconino Press.

## Trama
Clay Loudermilk sta cercando sua moglie. La scopre protagonista di un film sadomaso, che vede per caso in un cinema, intitolato Come un guanto di velluto forgiato nel ferro. Inizia così una storia paranoica e bizzarra, affascinante e profonda come un film di David Lynch e popolata di personaggi tanto disturbanti quanto indimenticabili. Tra poliziotti violenti, santoni, cospirazioni e freak di varia natura, Clay vivrà un'avventura ai limiti dell'incubo.
Pubblicato a puntate sulla rivista Eightball con enorme successo, arriva per la prima volta in Italia questo graphic novel che è diventato immediatamente oggetto di culto, giungendo addirittura - caso più unico che raro - ad ispirare un intero disco.